# Nacim Abdelali
Nacim Abdelali vagy teljes nevén Nassim Mustapha Abdelaali (Aix-en-Provence, 1981. december 19. –) algériai származású francia labdarúgó.

## Pályafutása
2001 és 2004 között a Chamois Niortais, 2005 és 2008 között a  GAP, 2008–09-ben az algériai USM Blida labdarúgója volt. 2010-ben Magyarországra szerződött és 2012-ig a Nyíregyháza SFC csapatában játszott. 2012-ben a svájci Yverdon-Sport játékosaként fejezte be az aktív labdarúgást.